# نیروگاه هسته‌ای سینوپ
نیروگاه هسته‌ای سینوپ (به ترکی استانبولی: Sinop Nükleer güç Santralı) یک پروژه 
نیروگاه هسته‌ای در ترکیه است که در سینوپ واقع شده‌است.